# Інада Норіко
Інада Норіко (27 липня 1978) — японська плавчиня.
Учасниця Олімпійських Ігор 1992, 2000, 2004 років.
Переможниця Пантихоокеанського чемпіонату з плавання 1995 року.
Призерка Азійських ігор 2002 року.
Переможниця літньої Універсіади 1997, 1999 років.